# Варустелека
Варустелека (фин. Varusteleka) — крупный специализированный магазин военных товаров в Финляндии. Магазин компании расположен в районе Конале, Хельсинки, где общая площадь складских и торговых площадей составляет 3000 квадратных метров. Варустелека – крупнейшая компания в своей области как в Финляндии, так и в Европе. По мере роста клиентской базы и компании расширялось и предложение, и в дополнение к (почти исключительно) дешевым военным излишкам первых лет ассортимент теперь включает в себя многочисленные товары военного назначения и для активного отдыха. С конца 2012–2013 годов «Варустелека» выводит на рынок продукцию собственной разработки и производства под собственным брендом, в том числе сумки для концертов.
Компания Варустелека была основана ее владельцем Валттери Линдхольмом, когда ему был 21 год. Генеральным директором компании был Анри Нистрём до осени 2015 года, а в 2016 году новым генеральным директором был избран Яри Лайне. Оборот Варустелеки в 2016 году составил 9,6 миллиона евро.

## История компании
Варустелека была основана в сентябре 2003 года, когда Валттери Линдхольм, тогда студент, решил начать небольшой бизнес по продаже армейских излишков. Название «Varusteleka» представляет собой своеобразную финскую игру слов: «varuste» означает снаряжение, а «leka» — «кувалда», что создаёт грубоватый, но запоминающийся образ. Первоначально магазин представлял собой интернет-платформу, ассортимент которой состоял примерно из 20 наименований, большая часть из них бывшее снаряжение армий Германии и Швеции.
В течение первых лет Варустелека развивалась стремительно. Уже к 2013 году компания имела 53 сотрудника и переехала в просторные помещения в районе Конала в Хельсинки, включая склад и магазин. В этот период ассортимент расширился до нескольких тысяч позиций, включая новую продукцию.

### Развитие собственной продукции
На раннем этапе бизнес основывался исключительно на перепродаже военных излишков. Однако Варустелека постепенно начала разрабатывать и производить собственные товары. Первым изделием собственного производства, представленным в 2012 году, стала крупногабаритная сумка под названием “Концертная сумка Varusteleka“. Затем компания выпустила линейку одежды и снаряжения под брендом Särmä, что в переводе с финского означает грань или острие, а также может использоваться в переносном смысле  как опрятность, чёткость или дисциплинированность. Одной из знаковых  продуктов стал толстовка под названием Särmä Merino Hoodie, выпущенная в 2015 году и оставшийся в числе лидеров продаж.
Впоследствии были запущены дополнительные бренды: Särmä TST  тактическая линия для профессионального использования, Jämä  изделия из переработанных материалов, и Terävä  линия ножей и инструментов. К 2022 году около 50 % оборота компании составляли товары собственного производства

### Международное развитие
Варустелекаосуществляет доставку по всему миру. К 2022 году компания обслуживала заказы из 83 стран, а общая численность клиентов превысила 250 тысяч. Основными зарубежными рынками являются США, Германия и Швеция. С 2024 года компания активно продвигает продукцию в камуфляже Мультикам, ориентированную на пользователей в странах НАТО и за пределами Финляндии.
Онлайн магазин Варустелека переведена на английский язык и немецкий язык и полностью адаптирована для международных покупателей. Компания получила репутацию надёжного и быстро реагирующего поставщика, особенно среди любителей бушкрафта, стрелкового спорта, реконструкторов и профессионалов в области охраны и военной службы.

### Юбилей
В августе 2023 года компания отметила своё 20-летие. Празднование состоялось в магазине Варустелека в Конала и включало открытые мероприятия, конкурсы, бесплатную сауну, дегустации, встречи с сотрудниками и клиентами, а также выпуск лимитированной юбилейной продукции. Мероприятие собрало несколько тысяч посетителей и подчеркнуло роль компании как неформального культурного явления.

## Маркетинг
Варустелека известна шуточным маркетингом, компания из а этого подверглась критике, например, из-за маек, которые шуточно назвали «рубашка для избиения жен» (фин. vaimonhakkaajapaitoina). По мнению Совета по рекламной этике, майка для избиения жен, не призывала к насилию и не противоречила этике. Вместо этого Совет опубликовал заметку о берете югославской армии, который продавался под шуточным названием «берет Геноцида». Летом 2018 года компания уже получила третье уведомление от Совета. Однажды частное лицо подал в суд за описание комбинации сербских полевых фляг со словом «геноцид» в описании писалось, что она настолько сложна для использования, что, выпив из нее, невозможно не начать делать ужасные вещи. В январе 2013 года компания «Варустелека» попала в заголовки газет после того, как Cилы обороны Финляндии вмешались в импорт и продажу маскхалата «Англия» российского производства. Причиной стала расцветка костюма, которая, как утверждалось, была копией финского камуфляжа M05, который в Финляндии был запрещен в публичной продаже.
Компания выступила главным спонсором фильма «Железное небо» и изготовила для фильма почти все костюмы для актеров.
В 2014 году Варустелека попала в заголовки газет в рамках своей кампании, связанной с Арнольдом Шварценеггером. В апреле 2015 года видео Make Arnold Come собрало более 600 000 просмотров на YouTube.